# 국제사법
국제사법(國際私法, 영어: conflict of laws, private international law)은 섭외적 사법(私法) 관계에 적용할 사법(준거법)을 지정하는 법규범을 말한다. 예를 들어, 일본에 거주하는 한국인이 미국 뉴욕 주에 있는 부동산을 남기고 사망한 경우, 해당 부동산의 상속인으로서 자격을 가진 자를, 일본법에 의하여 결정할 것인지, 한국법에 의할 것인지 아니면 뉴욕주법에 의할 것인지를 결정하지 않으면 안 된다.  이 경우, 일본 · 한국 · 뉴욕주 가운데 어떤 국가 · 지역(법역)의 상속법에 의할지를 결정하는 법이 국제사법이다. 법의 저촉을 해결하는 법이므로, 저촉법(독일어: Kollisionsrecht)이라고도 한다.  영미법에서는, 후술하는 준국제사법을 포함하는 개념으로서 파악하여, 법의 저촉(conflict of laws)이라고 불리기도 한다.
국제사법이라는 명칭은, 죠세프 스토리(Joseph Story)가 그의 저서인 《법의 저촉 주해》(Commentaries on the Conflict of Laws, 1834년)에 있어서 private international law라는 용어를 사용한 것에서 유래하고 독일어  internationales Privatrecht와 프랑스어 droit international privé 도 여기에서 비롯된 것으로 생각된다.

## 각국별 국제사법

### 아시아

#### 대한민국
한국의 법원이 국제적 재판관할을 갖기 위해서는 먼저, 당사자 또는 분쟁사안이 대한민국과 실질적 관련이 있을 것을 요한다.. ‘실질적 관련’이라 함은, 우리 법원이 국제재판관할권을 행사하는 것을 정당화할 수 있을 정도로 당사자 또는 분쟁대상이 우리나라와 관련성을 갖는 것으로 그 구체적인 인정 여부는 법원이 개별사건 마다 이들의 사정을 종합적으로 고려하여 판단하게 될 것이다. 또 다른 요건으로서, 국내법의 관할규정을 참작하되, 국제재판관할의 특수성을 충분히 고려할 것을 요한다. 피고인의 주소, 피고법인이나 단체의 주된 사무소 또는 영업소, 불법행위지 그밖에 민사소송법이 규정하는 재판적 중 어느 것이 대한민국 안에 있는 경우에는 우선 대한민국의 국제재판관할을 인정할 수 있다.

##### 소비자를 위한 특별규정
먼저 제27조에서는, 섭외적인 소비자계약이, 1. 소비자의 상대방이 계약을 맺기에 앞서 그 국가에서 광고에 의한 거래의 권유 등 직업 또는 영업활동을 하거나 그 국가 외의 지역에서 그 국가로 광고에 의한 거래의 권유 등 직업 또는 영업활동을 행하고, 소비자가 그 국가에서 계약을 맺기에 필요한 행위를 한 경우, 2. 소비자의 상대방이 그 국가에서 소비자의 주문을 받은 경우, 3. 소비자의 상대방이 소비자로 하여금 외국에 가서 주문을 하도록 유도한 경우 등에는 소비자의 계약 상대방이 국제재판관할을 이용하여 소비자에게 불리한 법정지를 선택하지 못하도록 하기 위하여, 소비자보호 차원에서 소비자와 상대방 사이의 관할선택의 폭에 차등을 두고 있다. 따라서 소비자가 원고인 경우에는 자신의 상거소지에서도 상대방에 대한 소를 제기할 수 있는 반면에, 소비자가 피고인 경우에는 소비자의 상거소지에서만 제기할 수 있도록 규정하고 있다. 또한 소비자에게 불리한 국제재판관할의 합의를 막기 위하여 당사자 사이의 재판관할합의는 사후적 합의만을 인정하고 있고 사전합의일 경우에는 소비자에게 유리한 추가적 합의만을 인정하고 있다.

##### 근로자를 위한 특별규정
제28조에서는 근로자를 보호하기 위한 국제재판관할을 규정하고 있는데, 근로계약과 관련된 소송에서 근로자가 원고인 경우에는 일상적 노무제공지 또는 최종 일상적 노무제공지에서도 사용자에 대한 소를 제기할 수 있는 반면에, 근로자가 피고인 경우에는 근로자의 상거소지 또는 일상적 노무제공지에서만 제기할 수 있도록 하였다. 아울러 근로자에게 불리한 국제재판관할의 합의를 막기 위하여 당사자 사이의 재판관할 합의는 사후적 합의만을 인정하고 사전합의일 경우에는 근로자에게 유리한 추가적 합의만을 인정하고 있다.

##### 국제재판 관할에 대한 판례
- 국제재판관할을 결정함에 있어서는 당사자 간의 공평, 재판의 적정, 신속 및 경제를 기한다는 기본이념에 따라야 할 것이고, 구체적으로는 소송당사자들의 공평, 편의 그리고 예측가능성과 같은 개인적인 이익뿐만 아니라 재판의 적정, 신속, 효율 및 판결의 실효성 등과 같은 법원 내지 국가의 이익도 함께 고려하여야 할 것이며, 이러한 다양한 이익 중 어떠한 이익을 보호할 필요가 있을지 여부는 개별 사건에서 법정지와 당사자와의 실질적 관련성 및 법정지와 분쟁이 된 사안과의 실질적 관련성을 객관적인 기준으로 삼아 합리적으로 판단하여야 할 것이다.[12]

- 대한민국 회사가 일본 회사에게 러시아에서 선적한 냉동청어를 중국에서 인도하기로 하고 그 대금은 선적 당시의 임시 검품 결과에 따라 임시로 정하여 지급하되 인도지에서 최종 검품을 하여 최종가격을 정한 후 위 임시가격과의 차액을 정산하기로 한 매매계약에서, 그 차액 정산에 관한 분쟁은 최종 검품 여부 및 그 결과가 주로 문제되므로 인도지인 중국 법원이 분쟁이 된 사안과 가장 실질적 관련이 있는 법원이나, 대한민국 법원에도 당사자 또는 분쟁이 된 사안과 실질적 관련이 있어 국제재판관할권을 인정할 수 있다[13]

- 대한민국 법원의 관할을 배제하고 외국의 법원을 관할법원으로 하는 전속적인 국제관할의 합의가 유효하기 위하여는, 당해 사건이 대한민국 법원의 전속관할에 속하지 아니하고, 지정된 외국법원이 그 외국법상 당해 사건에 대하여 관할권을 가져야 하는 외에, 당해 사건이 그 외국법원에 대하여 합리적인 관련성을 가질 것이 요구된다고 할 것이고, 한편 전속적인 관할 합의가 현저하게 불합리하고 불공정한 경우에는 그 관할 합의는 공서양속에 반하는 법률행위에 해당하는 점에서도 무효이다.[14]

- 제사법 제32조는 제1항에서 “불법행위는 그 행위가 행하여진 곳의 법에 의한다”고 하여 불법행위의 준거법으로 불법행위지법 원칙을 규정하면서도, 나아가 제3항에서 “가해자와 피해자간에 존재하는 법률관계가 불법행위에 의하여 침해되는 경우에는 제1항 및 제2항의 규정에 불구하고 그 법률관계의 준거법에 의한다”고 규정한다. 따라서 가해자와 피해자간에 존재하는 법률관계가 불법행위에 의하여 침해되는 경우에 불법행위에 대한 준거법은 불법행위지법이 아니라 그 침해되는 법률관계의 준거법이 우선적으로 적용된다.[15]

- 불법행위로 인하여 생긴 채권의 성립 및 효력은 그 원인이 된 사실이 발생한 곳의 법에 의하여 판단하여야 하고, 불법행위에서 그 원인이 된 사실이 발생한 곳에는 불법행위를 한 행위지뿐만 아니라 손해의 결과발생지도 포함한다[16]

- 국제사법 제27조에서 소비자 보호를 위하여 준거법 지정과 관련하여 소비자계약에 관한 강행규정을 별도로 마련해 두고 있는 점이나 약관의 규저에 관한 법률의 입법 목적을 고려하면, 외국법을 준거법으로 하여 체결된 모든 계약에 관하여 당연히 약관의 규제에 관한 법률을 적용할 수 없다[17]

- 섭외사법 제15조 제1항의 규정은 우리나라 사람들 사이 또는 우리나라 사람과 외국인 사이의 혼인이 외국에서 거행되는 경우 그 혼인의 방식 즉 형식적 성립요건은 그 혼인거행지의 법에 따라 정하여야 한다는 취지라고 해석되므로 그 나라의 법이 정하는 방식에 따른 혼인절차를 마친 경우에는 혼인이 유효하게 성립하는 것이고 별도로 우리나라의 법에 따른 혼인신고를 하지 않더라도 혼인의 성립에 영향이 없으며 당사자가 호적법 제39조, 제40조에 의하여 혼인신고를 한다하더라도 이는 창설적 신고가 아니라 이미 유효하게 성립한 혼인에 관한 보고적 신고에 불과하다.[18]
- 국제사법 제2조 제1항은 “법원은 당사자 또는 분쟁이 된 사안이 대한민국과 실질적 관련이 있는 경우에 국제재판관할권을 가진다. 이 경우 법원은 실질적 관련의 유무를 판단함에 있어 국제재판관할 배분의 이념에 부합하는 합리적인 원칙에 따라야 한다.”라고 정하고 있다. 여기에서 ‘실질적 관련’은 대한민국 법원이 재판관할권을 행사하는 것을 정당화할 정도로 당사자 또는 분쟁이 된 사안과 관련성이 있는 것을 뜻한다. 이를 판단할 때에는 당사자의 공평, 재판의 적정, 신속과 경제 등 국제재판관할 배분의 이념에 부합하는 합리적인 원칙에 따라야 한다. 구체적으로는 당사자의 공평, 편의, 예측가능성과 같은 개인적인 이익뿐만 아니라, 재판의 적정, 신속, 효율, 판결의 실효성과 같은 법원이나 국가의 이익도 함께 고려하여야 한다. 이처럼 다양한 국제재판관할의 이익 중 어떠한 이익을 보호할 필요가 있을지는 개별 사건에서 실질적 관련성 유무를 합리적으로 판단하여 결정하여야 한다.[19]

### 법인의 준거법에 관한 규정의 적용범위
국제사법 제16조 본문은 “법인 또는 단체는 그 설립의 준거법에 의한다.”라고 하여 법인의 준거법은 원칙적으로 설립 준거법을 기준으로 정하고 있다. 이 조항이 적용되는 사항을 제한하는 규정이 없는데, 그 적용 범위는 법인의 설립과 소멸, 조직과 내부관계, 기관과 구성원의 권리와 의무, 행위능력 등 법인에 관한 문제 전반을 포함한다고 보아야 한다. 따라서 법인의 구성원이 법인의 채권자에 대하여 책임을 부담하는지, 만일 책임을 부담한다면 그 범위는 어디까지인지 등에 관하여도 해당 법인의 설립 준거법에 따라야 한다.

#### 일본
일본은 “법의 적용에 관한 통칙법”(法の適用に関する通則法, 2006)이 제정되어 시행되고 있다.

#### 중국
섭외민사관계법률적용법을 제정하여 시행하고 있다.

### 유럽

#### 유럽연합
- 계약상 채무의 준거법에 관한 2008년 6월 17일 유럽 의회 및 위원회 규칙 No 593/2008(로마 I) (REGULATION (EC) No 593/2008 OF THE EUROPEAN PARLIAMENT AND OF THE COUNCIL of 17 June 2008 on the law applicable to contractual obligations (Rome I)) (위키백과 (영어) 참조[21]
- 비계약적 채무의 준거법에 관한 2007년 7월 11일 유럽 의회 및 위원회 규칙 No 864/2007 (로마II) (REGULATION (EC) No 864/2007 OF THE EUROPEAN PARLIAMENT AND OF THE COUNCIL of 11 July 2007 on the law applicable to non-contractual obligations (Rome II)) 위키백과 (영어) 참조

#### 각 국
스위스와 오스트리아는 “국제사법에 관한 연방법률”(Bundesgesetz über das Internationale Privatrecht)이라는 명칭을, 이탈리아는 “국제사법”(Diritto internazionale privato)이라는 명칭을 가진 단행법률로 되어 있다. 독일은 단행법률이 아니라, 민법시행법(EGBGB)에서 그 내용을 규정하고 있으면서 국제사법이 규정된 章의 제목을 “국제사법”(Internationales Privatrecht)이라고 하고 있고, 프랑스의 경우에는 민법의 일부로 규정되어 있다. 네덜란드에서는 민법전 제10장이 국제사법에 관한 조항이다.
러시아는 민법전 내에 국제사법을 포함하고 있다. (제66장, 제1186조 이하)

### 영미법계
그리고 영미에서는 불문법에 의하여 규율하고 있으므로 성문법전은 없으나, “국제사법”(private international law, international private law) 또는 “저촉법”(conflict of law)이라는 용어가 통용되고 있다.

## 같이 보기
- 민사소송법
- 국제재판관할권